# Leribe
Leribe, ou Hlotse, est une des villes les plus importantes du Lesotho avec environ 45 000 habitants ; elle est située sur le fleuve de Hlotse, dans le nord du pays et près de la frontière sud-africaine.
La ville est appelée indifféremment Leribe ou Hlotse car les deux anciens villages ne forment plus aujourd’hui qu’une seule et même agglomération.
À l’époque coloniale, c’était déjà un centre administratif important, aussi la ville possède-t-elle de nombreuses maisons coloniales britanniques.

## Religion

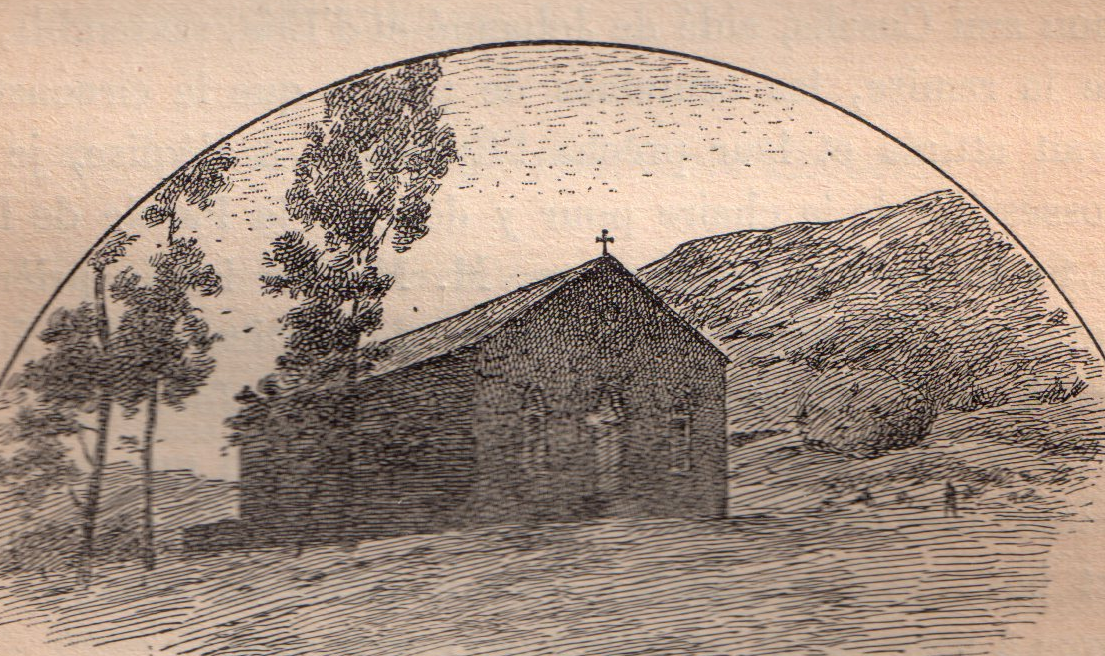
Le temple de Leribe (1910)

Hlotse (Hlotse Camp) a été fondé en 1876 par un missionnaire britannique, le révérend John Widdicombe alors qu’à Leribe était installée la mission protestante française fondée en 1859 par François Coillard. 
La majorité de la population de Leribe est de confession catholique et le quart appartient à l’Église Évangélique du Lesotho.
Leribe est le siège d'un diocèse catholique.

## Personnalités liées
- Jeanne de Casalis (1891-1966), actrice anglaise d'origine française et suisse, est née à Hlotse Heights, aujourd'hui inclus dans Leribe.
- Francis Mokoto Hloaele (1955-), homme politique né à Leribe

## Sources
- Traduction partielle de la page Leribe de Wikipedia en anglais
- (en) Hlotse sur le site Travel maps of the world.